# 南森国际难民办公室
南森国际难民办公室是一个1930年由国际联盟成立的组织，以著名探险家、社会活动家弗里乔夫·南森命名。该组织成立的目的是在南森逝世后继承其遗志，赈济难民。办公室成立伊始，全球有110万人难民，包括部分俄国人和大量亚美尼亚人、土耳其人和来自西南亚洲及波斯湾西北部的难民。他们在第一次世界大战后被迫离乡。1935年后，萨尔人（原居德国西南部）、意大利人和西班牙人中也有很多人沦为难民。一开始，难民办公室缺乏资金，而且由于时局的紧张还承受不少批评。
难民办公室的工作主要有：一是在政治上维护难民的权利。他们的宣传工作曾促使一些国家停止驱逐难民，保障难民的基本人权。1933年在日内瓦召开了难民会议，14个签署了国际协议禁止迫害难民。二是为难民提供法律保护。他们曾为许多难民申请到身份证、签证、居留证，重点救济老弱病残人员。三是给予难民经济援助，并鼓励他们自救。
1926年根据南森的提议设立了南森护照，由五个法郎购买。难民藉由此护照证明身份。难民办公室每年出资40万挪威克朗帮助难民，贷款是主要方式，也有一些无偿赠予给特别特殊的难民及难民组织。他们还安置专门机构安置来自德国萨尔的难民及来自亚美尼亚、叙利亚和黎巴嫩等地的难民，为五万多人提供住所。在办公室存在的8年里，共帮助近100万难民。
1938年12月31日，难民办公室停止运作。同年因“对难民提供的帮助”获诺贝尔和平奖。